# Liste von Kaffeespezialitäten
Diese Liste der Kaffeespezialitäten enthält eine Übersicht verbreiteter und bekannter Zubereitungsarten von Kaffee als Getränk aus verschiedenen Ländern, dabei sind Überschneidungen möglich, da etwa italienische Espressomaschinen ab ungefähr 1900 in alle Welt exportiert wurden und damit zubereiteter „Espresso“ herkömmlich gekochten Kaffee ablöste und selbst zur Grundlage weiterer lokaler Kaffeevarianten wurde. 

## Äthiopien und Eritrea
- Kaffeezeremonie – Bei der traditionellen Kaffeezeremonie werden zunächst die noch grünen Kaffeebohnen in einer Feuerschale frisch geröstet, in einem Holzmörser grob gemahlen, in einer Jabana aufgekocht und danach in Tassen serviert. Der Kaffee wird in der Jabana bis zu dreimal mit frischem Wasser aufgekocht.

## Australien und Neuseeland
- Flat White – ein Espresso oder Ristretto doppio und feinporig aufgeschäumter Milch, meist mit Latte Art verziert.

## Deutschland

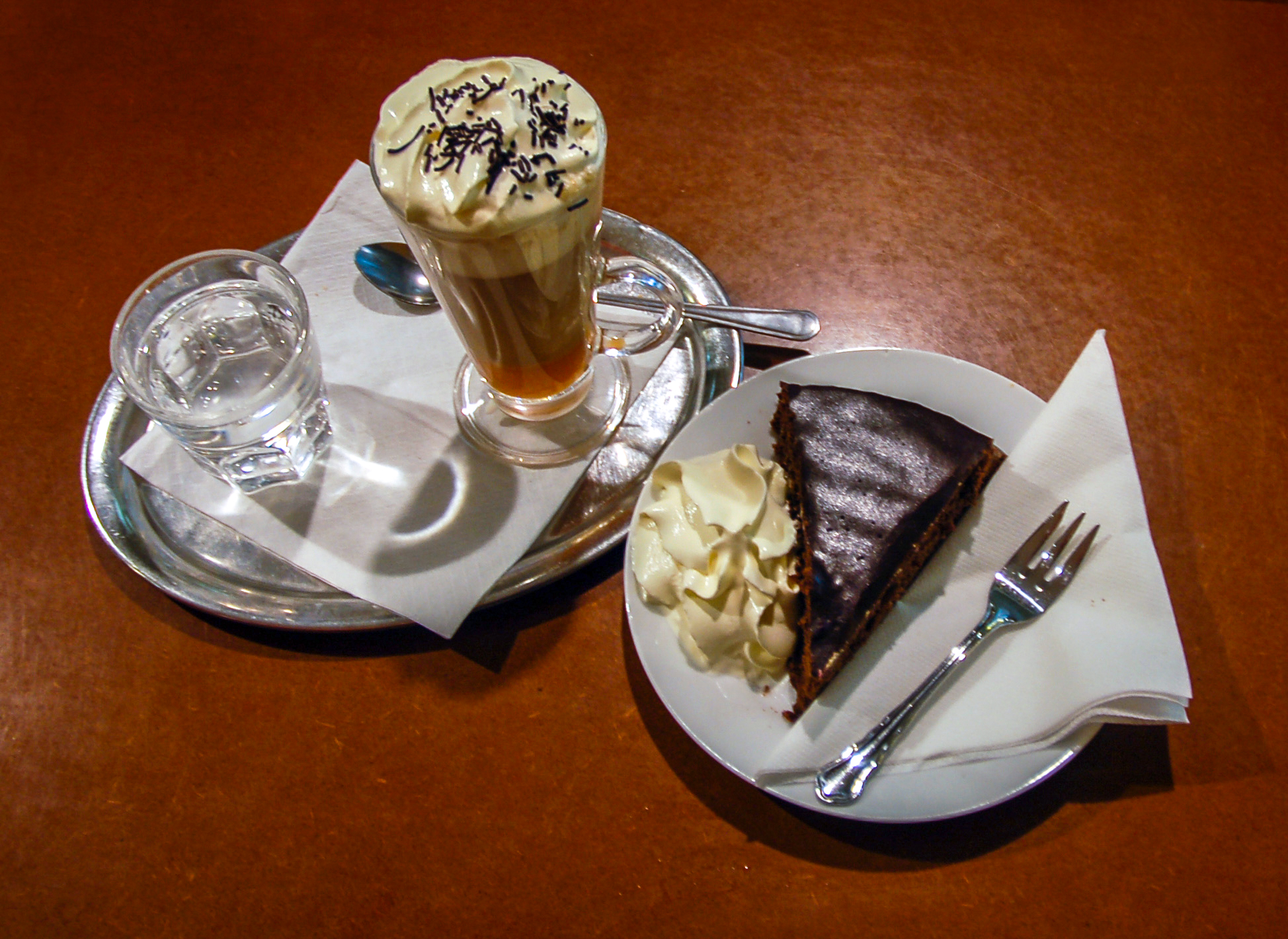
Pharisäer und Sachertorte

- Blümchenkaffee – scherzhafte Bezeichnung für einen sehr dünn gebrühten Kaffee, bei dem man das Blümchenmuster am Boden der Tasse durch den Kaffee hindurch sehen kann (je nach Region auch Bodensee-Kaffee genannt als Verballhornung von „Boden seh“)
- Café (Crème) / (Caffè) Crema – in verschiedenen Schreibweisen, bezeichnet in Unterscheidung zu einem klassischen Filterkaffee einen schwarzen Kaffee aus einem Vollautomaten oder, ähnlich zum österreichischen Verlängerten oder zum italienischen Americano, auch aus einer Siebträgermaschine. Im häufigen Falle der Verwendung eines Vollautomaten ist die Bezeichnung irreführend, da es sich bei der Crema dann lediglich um Kaffeeschaum handelt.
- Eiskaffee – gekühlter Kaffee mit Vanilleeis
- Holländischer Kaffee – Kaffee mit Eierlikör, mit Schlagsahne-Haube, Schokoladenstreusel (bekannt im Rheinland)
- Holzländer Rumkaffee (Thüringen) – Kaffee mit Rum und Zucker
- Milchkaffee – Kaffee aus Filter-/Siebträgermaschine/Schraubkanne und Ähnlichem, dabei ist das Verhältnis meistens halb Milch, halb Kaffee
- Mokka oder Türkischer Kaffee – ein starker, süßer, schwarzer Kaffee, im Kännchen mit Kaffeesatz serviert
- Muckefuck – Kaffee-Ersatz aus verschiedenen Getreidearten und Zichorien, einst ein Ersatz bei Nichtverfügbarkeit von Kaffeebohnen, beliebt als Alternative in der Naturkost.
- Pharisäer – schwarzer Kaffee mit Rum und einer Haube Schlagsahne überdeckt. Wird vereinzelt auch mit Schokoraspeln auf der Sahne serviert
- Rüdesheimer Kaffee – Kaffee mit Weinbrand flambiert, mit Schlagsahne, Vanillezucker und Schokoladenstreusel
- Schwaten oder Schwatten – schwacher Kaffee mit Zucker und 2 cl Korn pro Tasse (norddeutsche Spezialität)

## Frankreich
Eine historische Anweisung zum Aufbrühen von Kaffee auf französische Art:

„Kaffee auf französische Art zu kochen: Hierzu wird eine Porzellan- oder Fayence-Kaffee-Maschine gebraucht. Den oberen Teil mit ganz geriebenen Kaffeebohnen füllen und fest einstampfen. Dann schöpflöffelweise kochendes Wasser darüber gießen. Dabei luftdicht abschließen. Ist der erste Löffel Wasser durchgesickert, sodann den zweiten nachgießen. Entweder in der Bereitungsmaschine oder einer Silberkanne auftragen. Dazu Sahne, die in einem Wasserbade heiß gemacht ist, in einem Porzellantöpfchen reichen.“

- Café oder (café) express – schwarzer Kaffee, als Espresso hergestellt und in kleiner Tasse serviert
- Café allongé, gelegentlich als café américain bezeichnet – „verlängerter“ Kaffee, d. h. mit doppelt so viel Wasser wie Café express, doch mit gleich viel Kaffeepulver aufgebrüht; ähnelt am ehesten dem in Deutschland verbreiteten Kaffee
- Café double – starker schwarzer Kaffee in ganz kleinen Tassen[1]
- Café noir – schwarzer Kaffee in ganz kleinen Tassen[1]
- Café serré – starker Espresso mit halb so viel Wasser, in kleiner Tasse
- Café noisette – Espresso mit etwas Milch, die meist separat in einem kleinen Kännchen gereicht wird
- Café arabe – arabischer, türkischer Mokka, d. h. das Kaffeepulver wird mit Wasser, Zucker und eventuell Kardamom- oder Zimtpulver aufgekocht, in winzige henkellose Tässchen eingeschenkt und ohne weiteres Umrühren getrunken, sobald sich der Kaffeesatz gesenkt hat[1]
- Café (nature) – Kaffee ohne Milch, als Espresso oder in der Kaffeemaschine, als Filterkaffee oder in einer Pressstempelkanne aufgebrüht
- Café crème – Kaffee mit Sahne oder Milch, die manchmal aufgeschäumt wird. Die große Portion heißt grand crème und wird in einer großen Tasse serviert. Entsprechend petit crème, wenn betont werden soll, dass eine kleine Tasse gewünscht ist
- Café au lait – Milchkaffee, wird in der Regel zum Frühstück getrunken; Kaffee und Milch werden traditionell getrennt in zwei Kännchen gereicht, aus denen sich der Frühstückende in eine henkellose Schale oder eine sehr große Tasse einschenkt; die Milch ist normalerweise nicht aufgeschäumt; traditionell wurde der Frühstückskaffee oft mit Zichorie (chicorée à café) verfeinert. Dazu wird französisches Weißbrot oder Croissant gegessen, das vor dem Abbeißen gern in den heißen Milchkaffee getunkt (trempé) wird
- Cappuccino – Cappuccino, gelegentlich mit Sahne statt aufgeschäumter Milch; eher unüblicher Import aus der italienischen Gastronomie, üblicher ist Café crème
- Café filtre – Kaffee, der mit einem aufgesetzten Filter portionsweise in die Tasse gefiltert wird; weniger konzentriert als Espresso, kommt deutschem Kaffee nahe
- Café brulot oder Café royal – Weinbrand, z. B. Cognac, mit Zucker flambiert und mit Kaffee aufgegossen
- Café au kirsch – schwarzer Kaffee in einer Schale, dazu Kirschwasser in einer kleinen Karaffe, das sich der Trinkende in den Kaffee mischt; Alternativen sind z. B. café au rhum (mit Rum) und café au cognac[1]
- Canard – schwarzer Kaffee oder Espresso mit Marc de Champagne und Zucker
- Café liégeois (Lütticher Kaffee) – schwarzer Kaffee mit Vanilleeis und Schlagsahne, auf die manchmal Kakaopulver, Kaffeesirup oder Schokoladen-Mokkabohnen gegeben werden; im Glas serviert (vgl. Eiskaffee in Deutschland)
- Café frappé (geschüttelter Kaffee) oder Frappé – schwarzer Kaffee, der mit Eiswürfeln geschüttelt kalt serviert wird

Nahezu alle Kaffeezubereitungen können mit Zucker gesüßt werden, was sehr beliebt ist.
In der Gastronomie herrscht die Zubereitung von Kaffee in Espressomaschinen vor. Selten ist der Einsatz von Pressstempelkannen oder Filtern. In Haushalten sind Espresso-Herdkannen aus Metall, zunehmend auch Kaffeemaschinen und, seltener, Pressstempelkannen verbreitet.
Die verwendeten Kaffeebohnen sind in der Regel stärker geröstet als beim traditionellen deutschen Filterkaffee, jedoch weniger stark als bei italienischem Kaffee. Beliebt sind Kaffeesorten, die als pur Arabica ausgewiesen sind.

## Griechenland

Griechischer Kaffee

- Griechischer Kaffee – zwei- oder dreifach aufgekochter, starker Kaffee – auf Wunsch mit Zucker –, ähnlich türkischem Mokka
- Café frappé – mit Eiswürfeln servierter, kalt aufgeschäumter Instantkaffee
- Freddo Cappuccino – Cappuccino mit Eiswürfeln
- Freddo Espresso – Espresso mit Eiswürfeln und Zucker

## Irland
- Irish Coffee – starker Kaffee mit Whiskey und halbgeschlagener Sahnehaube
- Americano – ein mit Wasser verdünnter Espresso, mit dem Geschmack von Espresso in der Stärke von Filterkaffee, Name und Anwendung kamen mit den amerikanischen Soldaten im Zweiten Weltkrieg auf.

## Italien

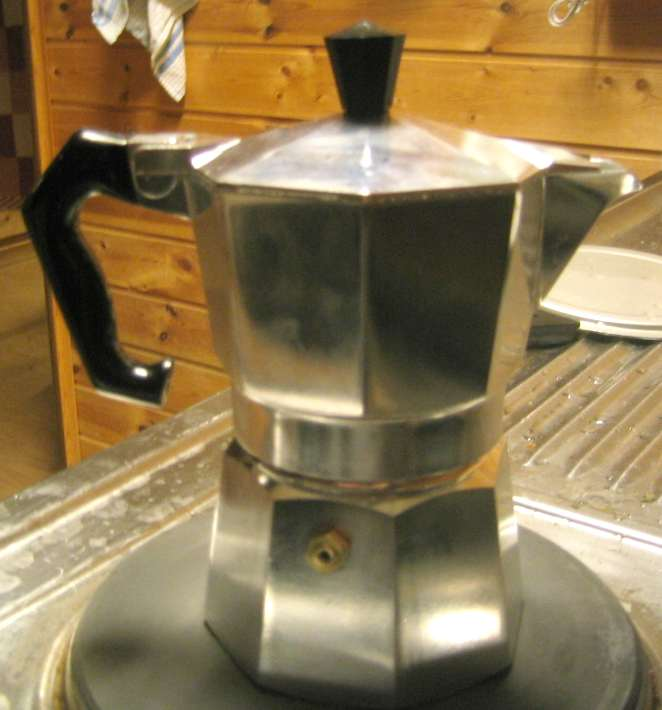
Italienische Espressokanne in achteckiger Form

- Caffè – Espresso, in kleiner Tasse. Wird häufig mit einem Glas Wasser serviert; in Süditalien oft bereits gesüßt.
- Caffè Ristretto – Espresso mit sehr wenig Wasser (15–20 ml statt der üblichen 25 ml)
- Caffè doppio – doppelter Espresso
- Caffè lungo – Espresso, bei dem die doppelte Wassermenge verwendet wurde. Wird in Italien eigentlich nur zum Frühstück oder vormittags getrunken.
- Caffè americano – ähnlich Lungo, aber das zusätzliche Wasser wird erst nach dem Brühen in die (große) Tasse geschüttet
- Cappuccino – ein Espresso in einer 120 ml fassenden Tasse, aufgefüllt mit heißer Milch und Milchschaum. Anders als in Deutschland ausschließlich vormittags getrunken
- Latte macchiato – wörtlich „befleckte Milch“, ähnlich Cappuccino, aber es wird zunächst aufgeschäumte warme Milch in ein Glas gegeben und dann vorsichtig Espresso hinzugeschüttet. Unten im Glas setzt sich die Milch ab, darüber der Espresso und darüber bleibt Milchschaum. Ursprünglich als Kindergetränk mit insgesamt geringer Koffeinkonzentration gedacht.
- Caffè macchiato, auch Espresso macchiato – Espresso mit ein wenig Milchschaum
- Caffè latte – italienische Variante des Milchkaffees, je zur Hälfte heiße Milch und Espresso
- Cappuccino con panna – Cappuccino mit Schlagsahne statt aufgeschäumter Milch
- Ciocolaccino – Cappuccino mit geriebener Schokolade bestreut
- Barbagliata – Espresso und Kakao, wird in Mailand warm oder kalt getrunken
- Bicerin – Mischung aus Espresso, Trinkschokolade und Sahne, eine Spezialität aus Turin
- Mischio – Mischung aus Kaffee und Kakao mit Schlagsahne
- Caffè shakerato – Espresso mit Eiswürfel im Cocktailmixer zerkleinert und aufgeschäumt, eventuell mit Amaretto, Vanille-Aroma oder Grappa
- Caffè corretto – Espresso mit hochprozentigem Alkohol, meist Grappa
- Caffè grappa – Espresso mit einem separat servierten Glas Grappa
- Marocchino – Abwandlung des Bicerin, Espresso mit Milchschaum und Kakaopulver, serviert in kleinen Gläsern mit Henkel
- Caffè in ghiaccio – Espresso serviert in einem Trinkglas mit 5–6 Eiswürfeln. Der Kaffee wird zuerst in der Kaffeetasse gezuckert und anschließend über das Eis geschüttet. Dadurch wird der Kaffee schnell gekühlt, ohne dass er allzu stark verwässert wird. Eine Spezialität aus Süditalien.

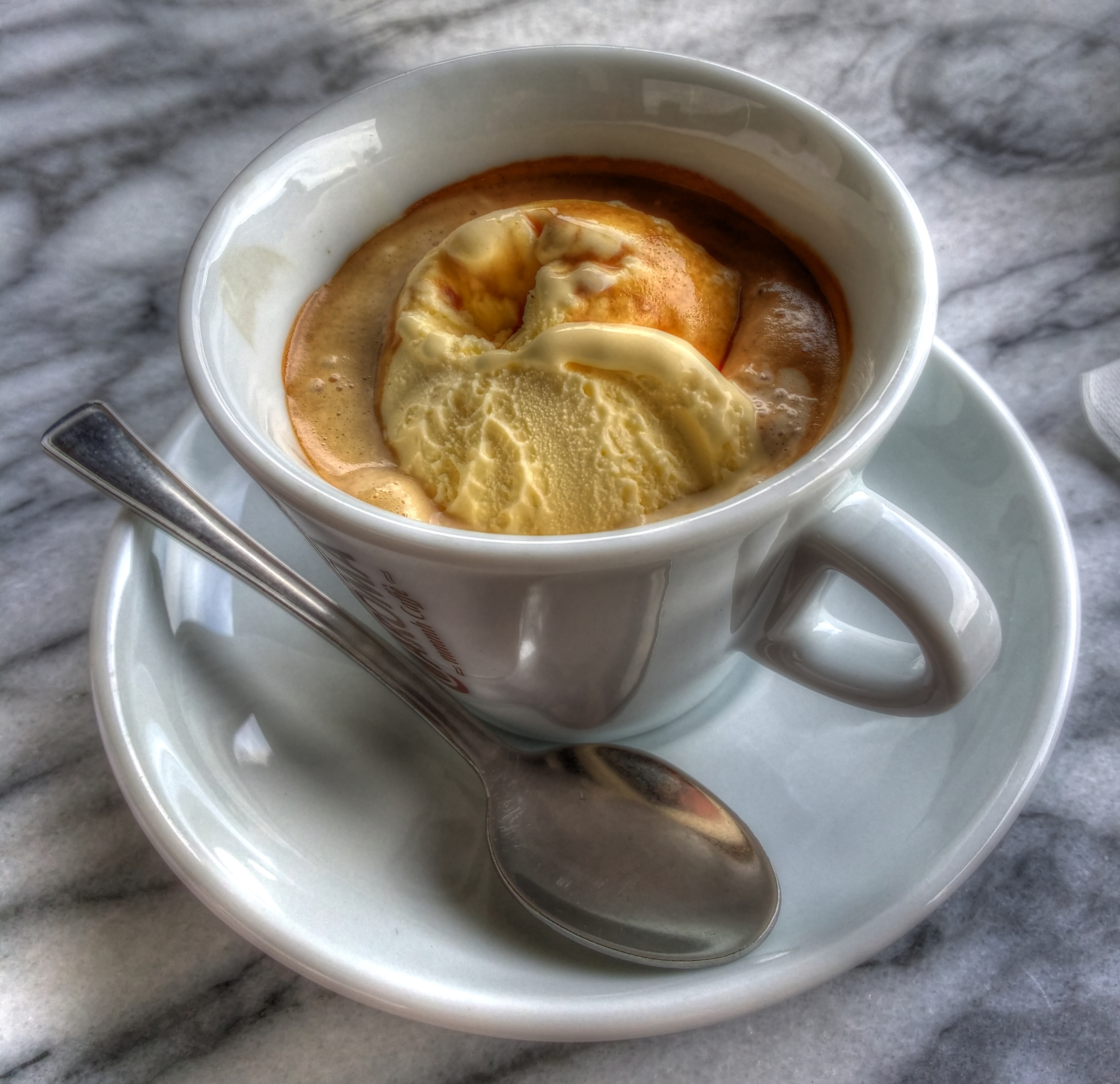
Affogato al caffè

- Affogato al caffè (deutsch ‚im Kaffee ertrunken‘), außerhalb Italiens fälschlich auch als Espresso Affogato („ertrunkener Espresso“) bezeichnet, ist ein Dessert aus der italienischen Küche. Eine Kugel Vanilleeis wird in eine kleine Tasse oder ein kleines Glas gegeben und mit heißem Espresso übergossen. Die Eiskugel ertrinkt (italienisch affogare) im Espresso. Affogato wird mit einem kleinen Löffel gegessen. Es werden auch Varianten mit Haselnusseis, Kakaopulver, Sahne oder flüssiger Schokolade serviert.
- Calimero – warmer Eierlikör, über den Espresso geschichtet wird, mit einer Haube aus Schlagsahne (Dolomitenregion), benannt nach einer italienischen Zeichentrickfigur (schwarzes Küken mit weißer Eierschalenhaube)

## Japan
- Kan kōhī, 缶コーヒー – Canned Coffee, Dosenkaffee. Trinkfertig gebrühter Kaffee wird in Dosen in verschiedenen Variationen (mit oder ohne Milch, Zucker, Aromen) in Supermärkten und Automaten vertrieben, im Sommer oft gekühlt und im Winter erhitzt. Inzwischen weltweit erhältlich.

## Kenia
- Traditional – Eine Tasse sehr heißer traditionell gekochter Kaffee mit zwei Limetteschnitzen und einem Löffel Honig.[2]

## Macau
- Dalgona Coffee – Ein Glas Milch (warm oder kalt), darauf gesetzt ein Schaum aus Wasser, Zucker und Instantkaffeepulver. Verbreitete sich ab 2020 von Südkorea aus über das Internet international.

## Niederlande
- Dokkumer Kofje (Westfriesland) – Kaffee mit Sahne und einem Schuss Beerenburg
- Koffie verkeerd – „falscher Kaffee“ bzw. „Kaffee verkehrt“. Ursprünglich ein Filterkaffee mit viel warmer Milch, serviert in einer Kaffeetasse, als niederländische Version eines Café au lait oder Milchkaffees. „Falsch“ deshalb, weil Kaffee normalerweise mit wenig Milch getrunken wird. Es wird auch Espresso oder Lungo als Grundlage genommen oder das Getränk mit aufgeschäumter Milch im Glas serviert.

## Nordamerika (USA, Kanada, Mexiko)
- Black Eye, Bull's Eye, auch Red Eye oder Dead Eye – zwei Espresso, die einem schwarzen Filterkaffee hinzugefügt werden
- Iced Coffee – auf ein Glas mit Eisstücken wird heißer, starker und gesüßter Kaffee gegeben
- Caffè Americano – Espresso mit hinzugefügtem Wasser, ähnlich normalem Filterkaffee. Wegen des 2025 durch Donald Trump ausgelösten Zerwürfnisses zwischen den USA und Kanada wurde dieser Caffè von den Kanadiern in „Canadiano“ umbenannt.[3]
- Flavored Coffee – aromatisierte Kaffees. Entweder werden die Bohnen nach der Röstung mit verschiedenen, oft künstlichen Aromen wie Vanille, Haselnuss, Amaretto, Schokolade, Aprikose, Kirsche oder Zimt angereichert und als normaler Filterkaffee aufgebrüht, oder dem Kaffee wird vor dem Servieren ein aromatisierter Sirup zugegeben
- Café de olla – mexikanische Kaffeespezialität, bei der das Kaffeepulver in einem Tongefäß mit Zimt, Orangenhälften und Eierschalen aufgekocht wird; wird heiß getrunken und mit Gebäck serviert

## Österreich
(nach dem Hauptnamen ohne Größenbezeichnung alphabetisch sortiert)
- Almkaffee / Gebirgskaffee – Kaffee mit Schlagobers, Eidotter und Obstschnaps
- Biedermeier – Kaffee mit Schlagobers und Marillenlikör
- Schale Braun – halb Kaffee, halb Milch
- kleiner Brauner – einfacher Mokka mit Milch oder Obers in kleiner Schale. Das Kaffeeobers oder Milch, um aus dem kleinen Schwarzen einen kleinen Braunen zu machen, wird traditionell in einem winzigen Porzellankännchen, das an einen etwas größeren Fingerhut erinnert, extra am Tablett serviert, damit der Gast selbst das Mischungsverhältnis bestimmen kann.
- großer Brauner – doppelter Mokka mit Kaffeeobers oder Milch in großer Schale
- Doppelmokka – doppelter Espresso in großer Mokkaschale

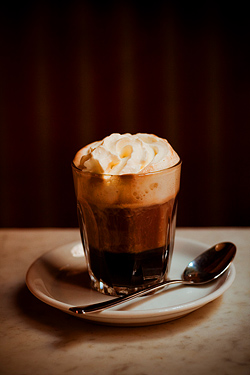
Einspänner

- Einspänner – kleiner Mokka im Glas mit viel Schlagobers (doppelter Einspänner: großer Mokka)
- Eiskaffee englischer Art – 1⁄3 Kaffee, 1⁄3 Speiseeis, 1⁄3 Schlagobers
- Fiaker – großer Mokka im Glas mit viel Zucker und einem Stamperl Sliwowitz oder Rum (Wien)
- Franziskaner – lichte Melange mit Schlagobers
- Gespritzter – schwarzer Kaffee mit Weinbrand/Cognac oder Rum
- Schale(rl) Gold – Kaffee mit Kaffeeobers, etwas heller als ein Brauner (Wien)
- Granita di Caffè – fein gekörntes Eis mit starkem schwarzen gezuckerten Kaffee übergossen
- Häferlkaffee – Kaffee im Häferl (und nicht in einer Tasse) mit meist hohem Milchanteil, Filterkaffee; als Häferlkaffee wurde auch Ersatzkaffee mit viel Milch bezeichnet
- Intermezzo – kleiner Mokka, mit heißer Schokolade und Creme de Cacao verrührt, darauf Schlagobers mit Praline (eventuell Mokkabohnen)
- Kaffee Kirsch – Kaffee mit Kirschwasser
- Kaffee Obermayer – doppelter Mokka, über den mittels eines umgedrehten Löffels etwas kaltes, flüssiges Obers gegossen wird[4]
- Kaffee verkehrt – Kaffee mit 2⁄3 Milch und 1⁄3 Kaffee (Wien)
- Kapuziner – schwarzer Kaffee mit einem Schuss flüssigen Obers
- Katerkaffee – starker Mokka, gesüßt mit an Zitronenschale geriebenen Zuckerstücken
- Konsul – Mokka mit etwas Obers
- Kosakenkaffee – kleiner Mokka im Einspännerglas, vermischt mit flüssigem Zucker, Rotwein und Wodka
- Marghiloman – Mokka mit Weinbrand/Cognac
- Mazagran – kalter gesüßter Kaffee mit Eisstückchen und Weinbrand/Cognac oder Maraschino
- Melange – halb Kaffee, halb Milch, etwas Milchschaum
- Kaisermelange – Mokka mit Eidotter, auch mit Honig und Weinbrand/Cognac (Wien)
- Wiener Melange – Melange, mit geschäumter Milch (Wien)
- Maria Theresia – Mokka mit einem Schuss Orangenlikör
- Mokka – Espresso
- Mokka gespritzt – Mokka mit Weinbrand/Cognac und Rum
- Othello – heiße Schokolade mit Espresso
- Piccolo – kleiner Schwarzer mit Schlagobers
- großer Schwarzer (auch großer Mokka) – doppelter Mokka in großer Schale
- kleiner Schwarzer (auch kleiner Mokka) – einfacher Mokka in kleiner Schale
- Sperbertürke – doppelt starker, mit Würfelzucker aufgekochter türkischer Kaffee
- türkischer Kaffee passiert – türkischer Kaffee, bei dem der Satz herauspassiert wurde
- überstürzter Neumann – Schlagobers in einer sonst leeren Schale wird am Tisch des Gastes mit heißem Kaffee „überstürzt“.
- ungarischer Kaffee – starker gesüßter Kaffee wird aufs Eis gestellt, dann mit gekühltem Schlagobers vermengt und im Glas serviert
- Verlängerter – ein kleiner Schwarzer wird mit der gleichen Menge an heißem Wasser verlängert
- Weißer mit Haut – lichte Melange (heller Milchkaffee), der mit aufgekochter, nicht verquirlter Milch serviert wird, worauf sich beim Abkühlen eine Milchhaut bildet (Wien)
- Zarenkaffee – starker Espresso, auf den eine Haube aus gezuckertem gesprudeltem Eidotter aufgesetzt wird

## Portugal
In Portugal kann immer zwischen koffeinhaltigen und entkoffeinierten Sorten gewählt werden. Milchschaum ist nicht üblich. Ein „Copo de leite“ ist ein Glas mit Milch ohne Kaffeeanteil.
- In einer Espressotasse mit einem Tütchen Zucker, aber ohne Milch (manchmal mit einer Zimtstange statt eines Löffels) werden serviert:
  - Bica und Café – Espresso (halbe Espressotasse),
  - Italiana – kurzer Espresso, ein Ristretto (nur ein Schuss Kaffee in der Tasse)
  - Café cheio – Espresso lungo (volle Espressotasse)
  - Carioca – Schwacher Espresso (volle Espressotasse), ein Carioca wird als „zweiter Aufguss“ nach einer Bica gezogen, ohne das Kaffeemehl zu erneuern. Somit ist der Geschmack weniger intensiv (ähnlicher zum Filterkaffee).
  - Café com Aguardente („Kaffee mit Schnaps“), Café com Cheirinho, Bica com Cheirinho („Kaffee/Espresso mit Duft“) oder Café com Música („Kaffee mit Musik“, Madeira und Azoren) – Espresso mit einem Schuss Brandy, Medronho oder einer anderen Spirituose nach Wahl
- In einer (immer vollen) Espressotasse mit einem Tütchen Zucker und mit Milch werden serviert:
  - Garoto: Espresso mit Milch im Verhältnis 1:1
  - Garoto pingado oder Pingado: Espresso mit einem Tropfen Milch (mit ganz wenig Milch)
- In der (großen) Tasse wird Folgendes serviert:
  - Meia de leite – Milchkaffee, wahlweise als
    - meia de leite escura – mit mehr Kaffee
    - meia de leite clara – mit mehr Milch
    - meia de leite com café de máquina – mit Espresso
    - meia de leite com café de filtro – mit Filterkaffee

  - Café americano, auch Abatanado (Alentejo) – ein Espresso wird so lange gezogen, bis eine Tasse voll ist
  - Café americano duplo, Abatanado duplo – zwei Espressi werden so lange gezogen, bis eine Tasse voll ist
- Immer aus dem Glas werden folgende getrunken:
  - Galão – portugiesischer Milchkaffee, aus einem Glas getrunken
  - Café com gelo – ein Glas mit Eis und dazu ein Espresso in der Espressotasse. Der Espresso wird nach Geschmack mit Zucker gerührt und dann auf das Eis gezogen; er ist zügig zu trinken, bevor das Eis schmilzt.

## Schweiz
- Café crème – Langgezogener Espresso (mit 120 ml statt 25 ml), der Standardkaffee in schweizerischen Restaurants. Das Wort „crème“ meint (Kaffee-)Sahne, womit der beigefügte ca. 10%ige Kaffeerahm gemeint ist, nicht der helle Kaffeeschaum als Folge des Brühvorgangs. Der Begriff Café crème wird in dieser Bedeutung sowohl in der deutsch- als auch französischsprachigen Schweiz verwendet, in der italienischsprachigen gegebenenfalls als caffè crema bezeichnet. Im rätoromanischen Sprachraum wird in Touristengebieten meist die französische Form verwendet.
- Café mélange – Kaffee mit Schlagrahm, häufig wird der Rahm separat in einem Schälchen serviert
- Schale, regional und traditionell oft auch in der französischen Form als Café au lait bezeichnet – Milchkaffee
- Luzerner Kafi, Kafi Luz, Kafi Zwetschgen, Kaffee Träsch, Kaffee fertig – dünner Kaffee mit Schnaps (Träsch, Zwetschgenwasser, Kräuterschnaps, Kirschwasser) und Zucker, im Kaffeeglas serviert
- Kafi GT, oder kurz GT, ist ein Kafi (Kaffee, Trester) mit Kaffeerahm („Crème“)
- Café complet, dialektal etwa als Kafi comple ausgesprochen – Frühstück oder meistens traditionelles Abendessen mit Milchkaffee, Brot, Butter, Konfitüre, Käse, Charcuterie (= Aufschnitt)
- Schümli-Pflümli – dünner Kaffee mit Schnaps und Zucker, mit einer Haube Schlagrahm, im Kaffeeglas serviert.

## Skandinavien
- Karsk, Kaffekask oder Kaffegök – Kaffee mit Wodka, Klarem oder auch Aquavit

## Spanien
- Café solo – Espresso

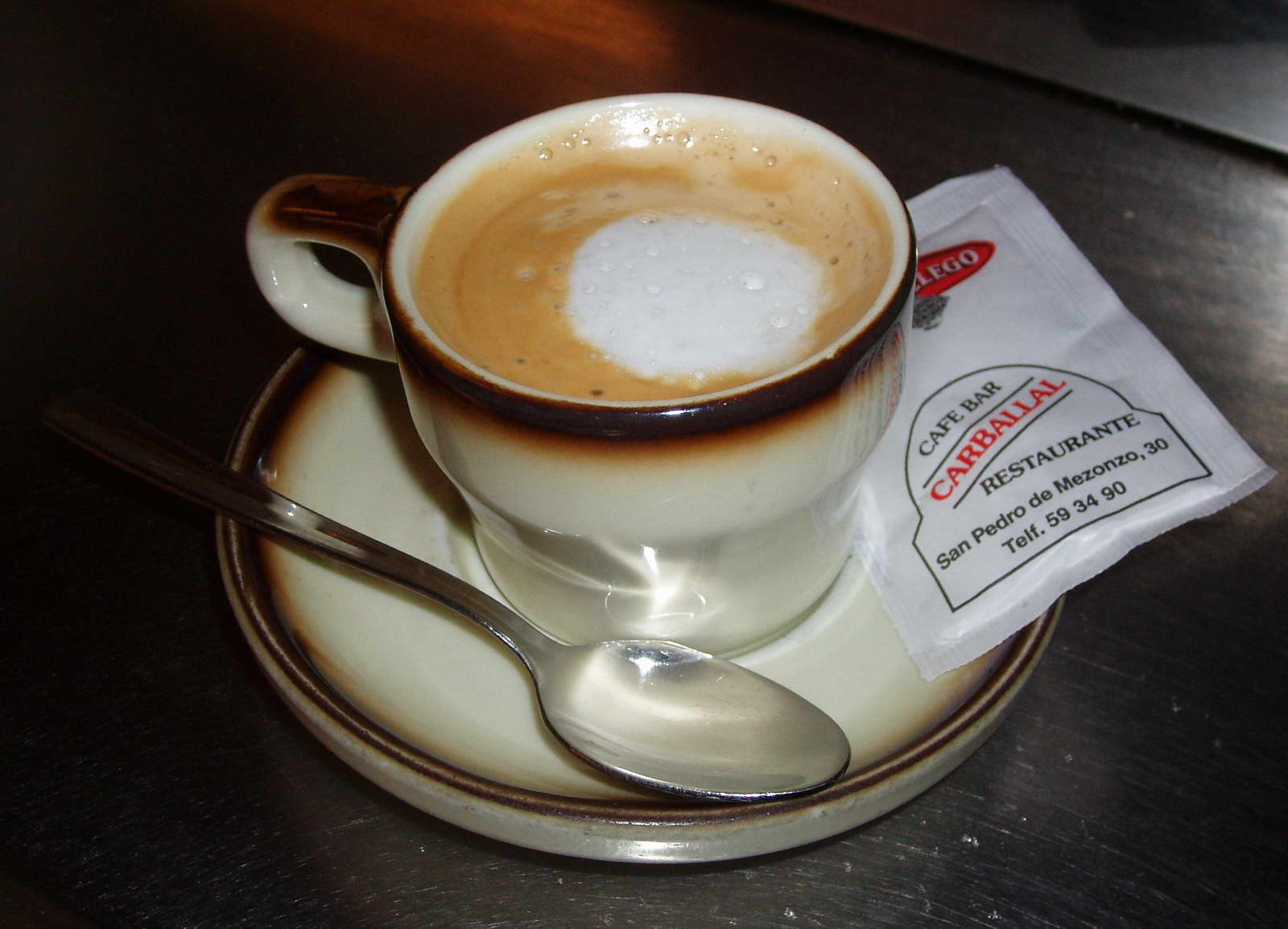
Café con leche

- Café cortado – mit einem Schuss Milch oder Milchschaum
- Café con leche – Milchkaffee, meistens zur Hälfte café, zur Hälfte Milch (oft aufgeschäumt)
- Café leche leche – Kaffee mit Milch und Kondensmilch
- Café americano – Filterkaffee, manchmal auch ein mit Wasser verlängerter Café solo
- Café con hielo oder Café con tiempo – Zum Kaffee wird ein Trinkglas mit Eiswürfeln serviert, über die nach dem Zuckern der Kaffee gegeben wird.
- Carajillo – mit einem Schuss Likör, Brandy (Cognac) oder Rum. Zubereitung: Zucker wird im Glas mit dem Alkohol verrührt, angezündet und mit starkem Kaffee (Espresso) aufgegossen. Als Dekoration werden Kaffeebohnen und ein Stück Zitronenschale ins Glas gegeben.
- Café Bombón – Aus der Region Castellón de la Plana; gezuckerte Kondensmilch (leche condensada) wird mit Espresso aufgegossen und in einem kleinen Glas serviert. Auf den Kanarischen Inseln wird eine Variante des Café Bombón unter dem Namen „Café Proprio“ zubereitet, wobei die etwas größere Portion „leche condensada“ mit einem „Café Largo“, einem verlängerten Espresso, aufgefüllt wird.
- Azúcar – Espresso aus Kaffeebohnen, die bei der Röstung leicht kandiert wurden
- Barraquito – Spezialität auf den Kanareninseln Teneriffa, La Palma und La Gomera, wird in einem Glas serviert und besteht aus drei Schichten: Kondensmilch, Espresso mit einem Schuss Likör oder Tía María und einem Stück Zitronenschale und aufgeschäumter Milch, die noch mit etwas Zimt bestreut wird.

## Türkei
- Türk Kahvesi – Türkischer Kaffee (ungefiltert; mit Kaffeepulver als Bodensatz, meistens zweimal aufgekocht, beim ersten Aufkochen wird der Schaum auf die Tassen verteilt)

## Vietnam
- Cà phê sữa, Cafe Sua Nong – Kaffee mit gezuckerter Kondensmilch, der mit einem typischen Eintassenfilter (Cà phê phin) direkt am Tisch aufgebrüht wird
- Cà phê sữa đá, Cafe Sua Da – Eiskaffee zubereitet aus Cà phê sữa, der in ein Glas mit Eiswürfeln gegeben wird
- Cà phê trứng, Eierkaffee – Cà phê sữa mit schaumig geschlagenem Eigelb